# Liste de films tournés dans le département de l'Yonne
Un certain nombre d'œuvres cinématographiques et télévisuelles ont été tournés dans le département de l'Yonne. 
Voici une liste à compléter de films, téléfilms, feuilletons télévisés, films documentaires... tournés dans le département de l'Yonne, classés par commune, lieu de tournage et date de diffusion.

## A
- Haut – A
- B
- C
- D
- E
- F
- G
- H
- I
- J
- K
- L
- M
- N
- O
- P
- Q
- R
- S
- T
- U
- V
- W
- X
- Y
- Z

- Accolay

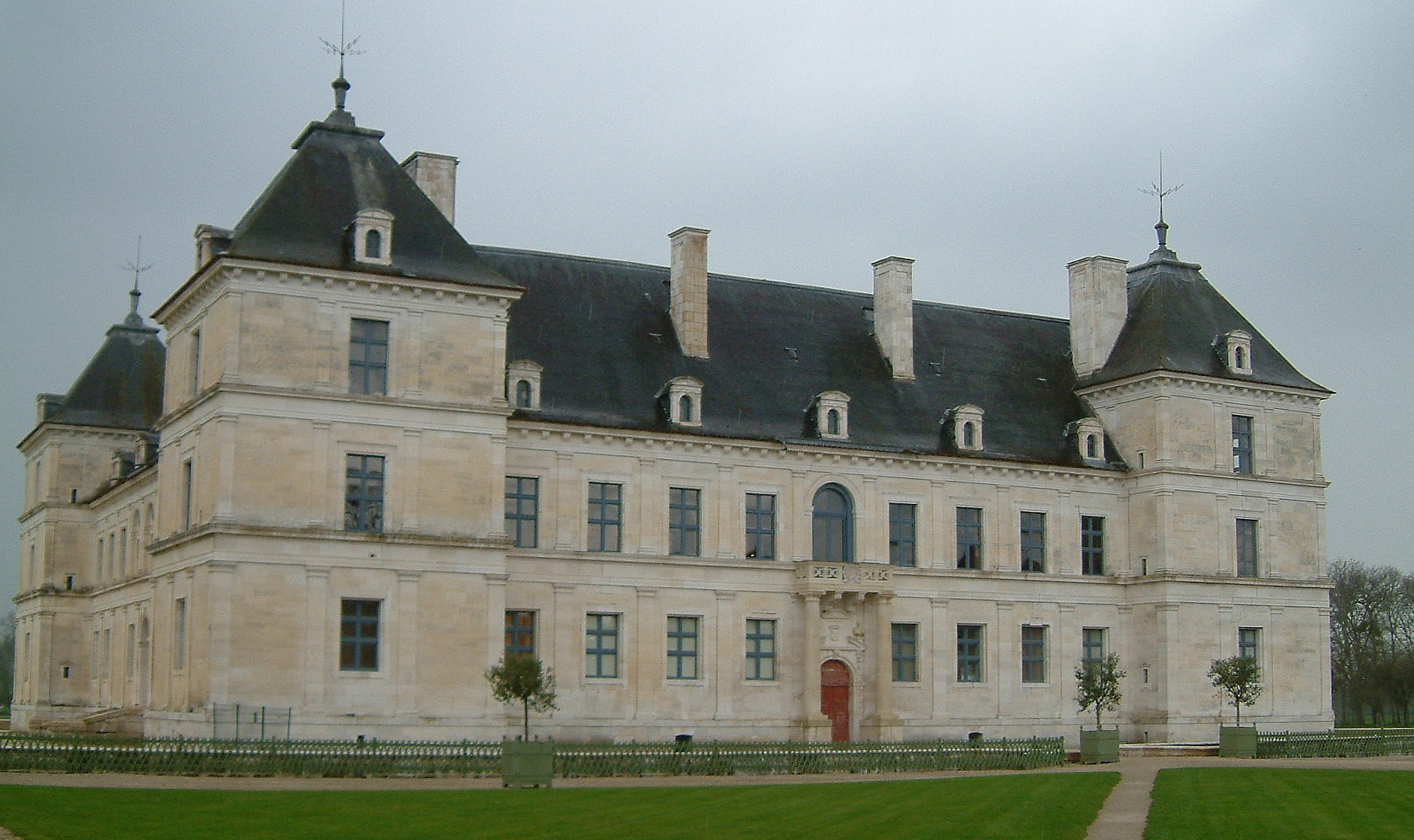
château d'Ancy-le-Franc

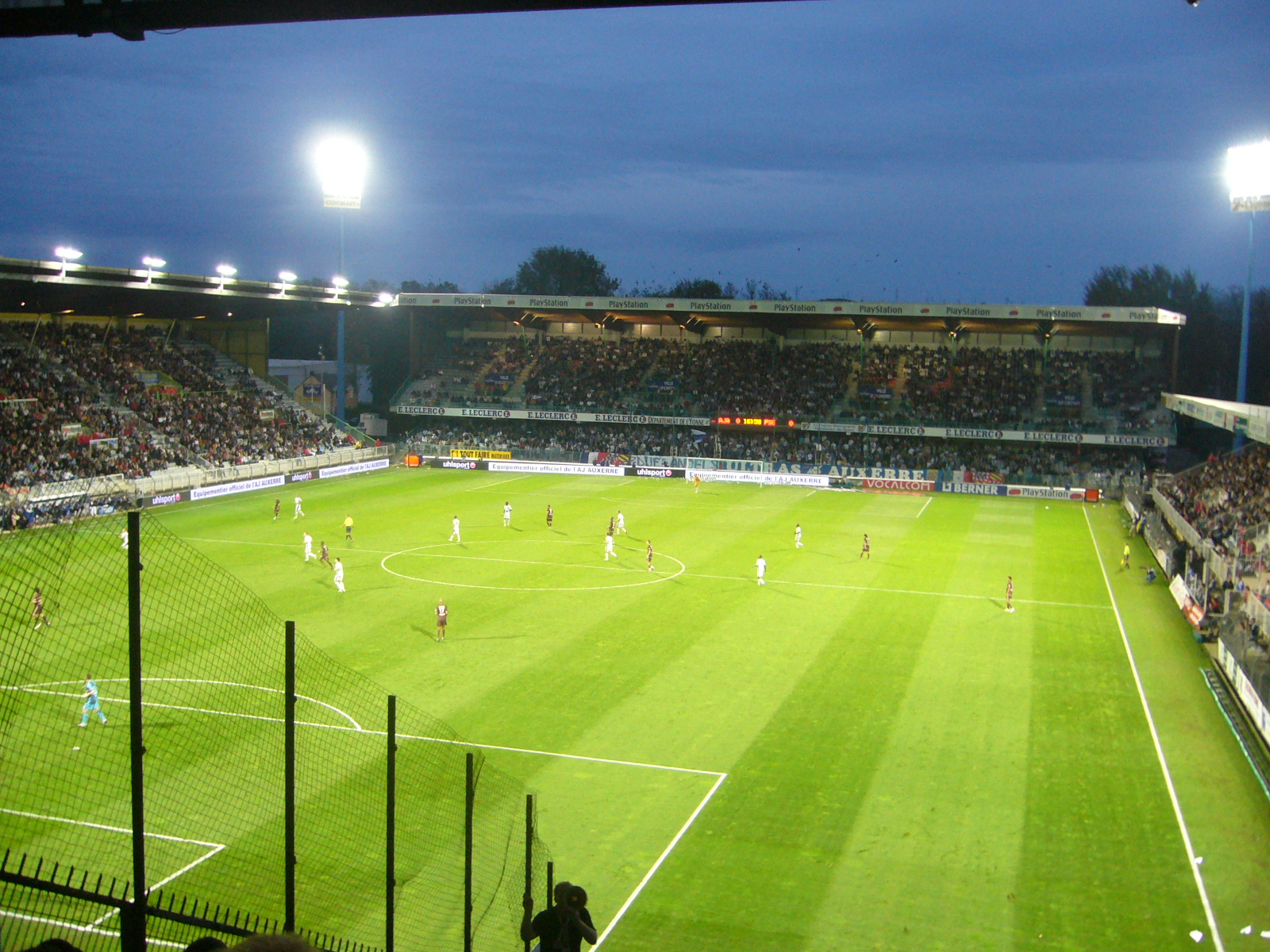
Stade de l'Abbé-Deschamps lieu de tournage de Coup de tête

  - 1976 : L'Aile ou la Cuisse de Claude Zidi

- Ancy-le-Franc
  - 1964 : Angélique, marquise des anges de Bernard Borderie (Tourné au château d'Ancy-le-Franc)
  - 1970 : Ces beaux messieurs de Bois-Doré téléfilm de Bernard Borderie (Tourné au château d'Ancy-le-Franc)
  - 1986 : Highlander de Russell Mulcahy
  - 1990 : Dames galantes de Jean-Charles Tacchella (Tourné au château d'Ancy-le-Franc)
  - 2000 : Highlander: Endgame de Douglas Aarniokoski
  - 2001 : Le Petit Poucet d'Olivier Dahan
  - 2004 : Julie, chevalier de Maupin de Charlotte Brandström
  - 2009 : La Reine et le Cardinal téléfilm de Marc Rivière

- Armeau
  - 1977 : Vous n'aurez pas l'Alsace et la Lorraine de Coluche

- Asquins
  - 1966 : La Grande Vadrouille de Gérard Oury

- Auxerre
  - 1970 : La Dame dans l'auto avec des lunettes et un fusil d'Anatole Litvak
  - 1977 : Au plaisir de Dieu série télévisée de Robert Mazoyer
  - 1978 : La Carapate de Gérard Oury
  - 1979 : Coup de tête de Jean-Jacques Annaud (Stade de l'Abbé-Deschamps)
  - 1996 : série TV Une femme d'honneur de Éric Kristy
  - 2013 : Tonnerre de Guillaume Brac (Stade de l'Abbé-Deschamps)

- Avallon
  - 1960 : Le Capitan d'André Hunebelle
  - 1969 : Mon oncle Benjamin d'Édouard Molinaro[1],[2]
  - 1970 : La Dame dans l'auto avec des lunettes et un fusil de Anatole Litvak
  - 1993 : L'Instit, épisode saison 1 Le mot de passe de  Jean-Louis Bertuccelli
  - 2002 : Peau d'ange de Vincent Pérez
  - 2007 : Le Fantôme du lac téléfilm de Philippe Niang
  - 2018 : La Révolte des innocents téléfilm de Philippe Niang[3]

## B
- Haut – A
- B
- C
- D
- E
- F
- G
- H
- I
- J
- K
- L
- M
- N
- O
- P
- Q
- R
- S
- T
- U
- V
- W
- X
- Y
- Z

## C
- Haut – A
- B
- C
- D
- E
- F
- G
- H
- I
- J
- K
- L
- M
- N
- O
- P
- Q
- R
- S
- T
- U
- V
- W
- X
- Y
- Z

- Chablis
  - 2013 : Tonnerre de Guillaume Brac[4]

- Chastellux-sur-Cure

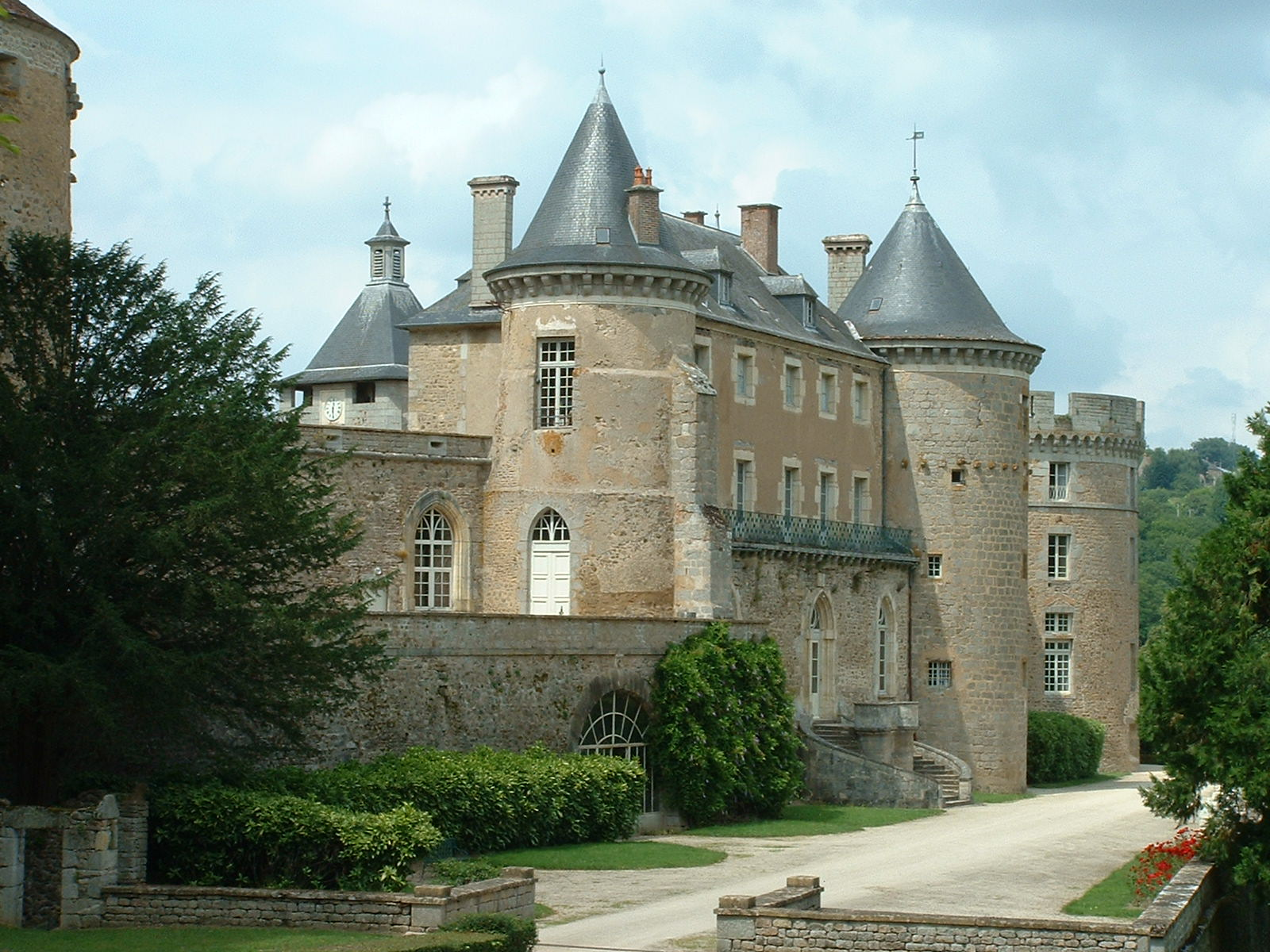
Château de Chastellux

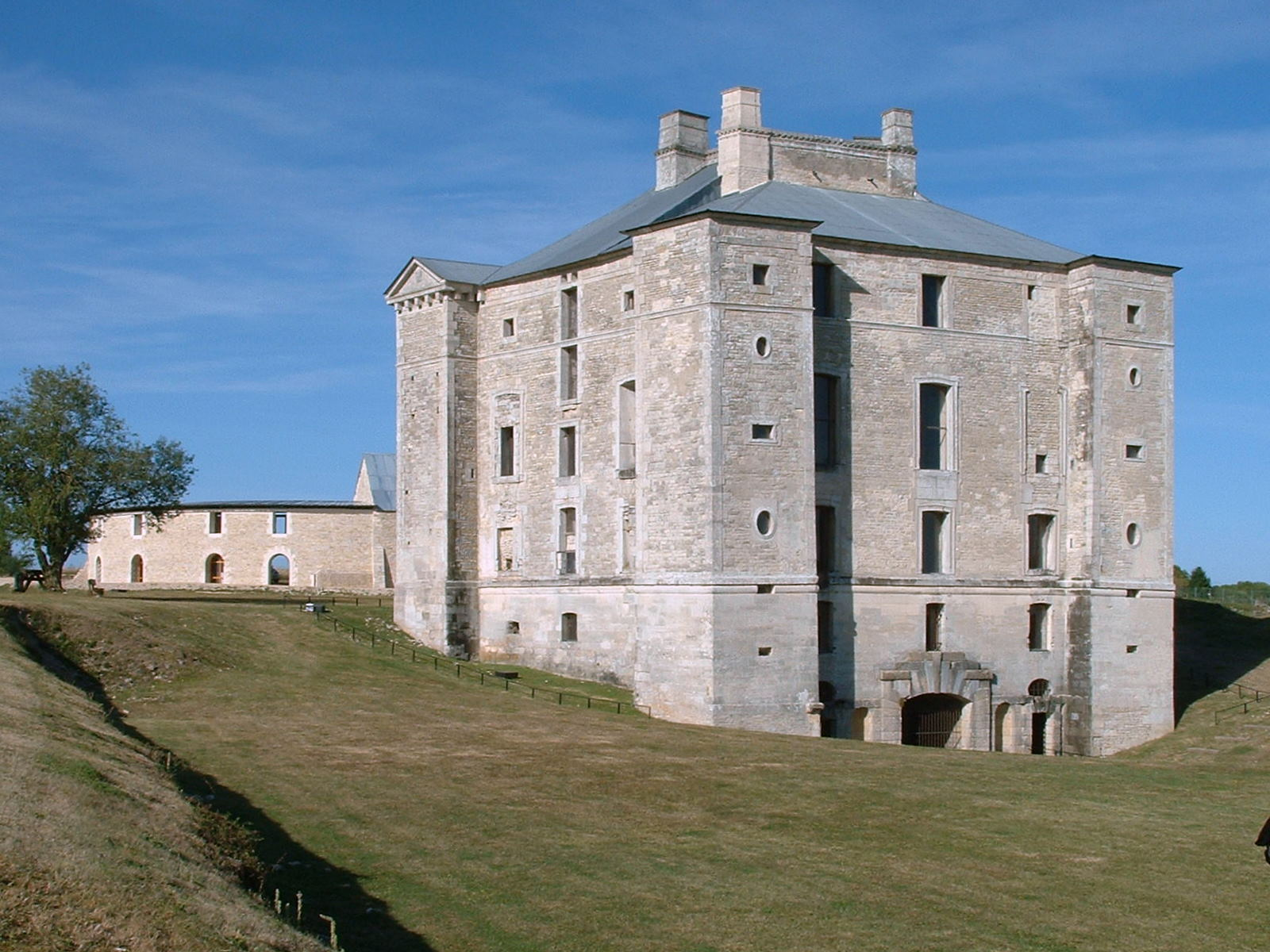
Château de Maulnes à Cruzy-le-Châtel

  - 1969 : Mon oncle Benjamin d'Édouard Molinaro (Château de Chastellux)[2]
  - 2018 : La Révolte des innocents téléfilm de Philippe Niang[3] (Château de Chastellux)

- Collan
  - 2013 : Tonnerre de Guillaume Brac[4]

- Cruzy-le-Châtel
  - 1994 : La Reine Margot de Patrice Chereau[5]

## D
- Haut – A
- B
- C
- D
- E
- F
- G
- H
- I
- J
- K
- L
- M
- N
- O
- P
- Q
- R
- S
- T
- U
- V
- W
- X
- Y
- Z

## E
- Haut – A
- B
- C
- D
- E
- F
- G
- H
- I
- J
- K
- L
- M
- N
- O
- P
- Q
- R
- S
- T
- U
- V
- W
- X
- Y
- Z

- Égleny
  - 1992 : Bienvenue à Bellefontaine de Gérard Louvin

## F
- Haut – A
- B
- C
- D
- E
- F
- G
- H
- I
- J
- K
- L
- M
- N
- O
- P
- Q
- R
- S
- T
- U
- V
- W
- X
- Y
- Z

## G
- Haut – A
- B
- C
- D
- E
- F
- G
- H
- I
- J
- K
- L
- M
- N
- O
- P
- Q
- R
- S
- T
- U
- V
- W
- X
- Y
- Z

## H
- Haut – A
- B
- C
- D
- E
- F
- G
- H
- I
- J
- K
- L
- M
- N
- O
- P
- Q
- R
- S
- T
- U
- V
- W
- X
- Y
- Z

## I
- Haut – A
- B
- C
- D
- E
- F
- G
- H
- I
- J
- K
- L
- M
- N
- O
- P
- Q
- R
- S
- T
- U
- V
- W
- X
- Y
- Z

- L'Isle-sur-Serein
  - 2004 : Comme une image d'Agnès Jaoui[6]

## J
- Haut – A
- B
- C
- D
- E
- F
- G
- H
- I
- J
- K
- L
- M
- N
- O
- P
- Q
- R
- S
- T
- U
- V
- W
- X
- Y
- Z

- Joigny
  - 1951 : Clara de Montargis de Henri Decoin

- Joux-la-Ville
  - 2002 : Peau d'ange de Vincent Pérez

## L
- Haut – A
- B
- C
- D
- E
- F
- G
- H
- I
- J
- K
- L
- M
- N
- O
- P
- Q
- R
- S
- T
- U
- V
- W
- X
- Y
- Z

- L'Isle-sur-Serein
  - 2004 : Comme une image de Agnès Jaoui

- Lichères-sur-Yonne
  - 1966 : La Grande Vadrouille de Gérard Oury

- Lucy-sur-Yonne
  - 1966 : La Grande Vadrouille de Gérard Oury

## M
- Haut – A
- B
- C
- D
- E
- F
- G
- H
- I
- J
- K
- L
- M
- N
- O
- P
- Q
- R
- S
- T
- U
- V
- W
- X
- Y
- Z

- Mailly-le-Château
  - Prévu pour 2026 : Les Enfants de la résistance de Christophe Barratier
- Menades
  - 2004 : Comme une image de Agnès Jaoui
- Merry-sur-Yonne
  - 1973 : Les Aventures de Rabbi Jacob de Gérard Oury

## N
- Haut – A
- B
- C
- D
- E
- F
- G
- H
- I
- J
- K
- L
- M
- N
- O
- P
- Q
- R
- S
- T
- U
- V
- W
- X
- Y
- Z

- Noyers-sur-Serein
  - 1944 : Le Pompage des Biches du Nord de Quentin Mosimann
  - 1946 : Amour, Délices et Orgues d'André Berthomieu
  - 1962 : Le Chevalier de Pardaillan de Bernard Borderie
  - 1966 : La Grande Vadrouille de Gérard Oury
  - 1969 : Mon oncle Benjamin de Édouard Molinaro
  - 1982 : L'Esprit de famille série télévisée de Roland-Bernard
  - 1986 : Le Mal d'aimer de Giorgio Treves
  - 2000 : Le Chocolat de Lasse Hallström
  - 2007 :  Stardust, le mystère de l'étoile de Matthew Vaughn
  - 2007 :  Molière ou Le comédien malgré lui de Laurent Tirard
  - 2009 : série TV Une famille formidable, saison 8, épisodes 1 et 3 : Le Grand Virage et Retour aux sources  de Joël Santoni
  - 2009 : La Reine et le Cardinal téléfilm de Marc Rivière[7]

## O
- Haut – A
- B
- C
- D
- E
- F
- G
- H
- I
- J
- K
- L
- M
- N
- O
- P
- Q
- R
- S
- T
- U
- V
- W
- X
- Y
- Z

## P
- Haut – A
- B
- C
- D
- E
- F
- G
- H
- I
- J
- K
- L
- M
- N
- O
- P
- Q
- R
- S
- T
- U
- V
- W
- X
- Y
- Z

- Pierre-Perthuis
  - 1966 : La Grande Vadrouille de Gérard Oury
  - 1969 : Mon oncle Benjamin de Édouard Molinaro[2]
  - 2004 : Julie, chevalier de Maupin de Charlotte Brandström[8]
  - 2010 : La Marquise des ombres téléfilm d'Édouard Niermans
  - 2018 : La Révolte des innocents téléfilm de Philippe Niang[3]

- Pisy
  - 1994 : Jeanne la Pucelle de Jacques Rivette
  - 1986 : Le Mal d'aimer de Giorgio Treves[9]
  - 2009 : La Commanderie série télévisée de Didier Le Pêcheur

- Prunoy
  - 1977 : Mort d'un pourri de Georges Lautner (Château de Vienne-Prunoy)

## R
- Haut – A
- B
- C
- D
- E
- F
- G
- H
- I
- J
- K
- L
- M
- N
- O
- P
- Q
- R
- S
- T
- U
- V
- W
- X
- Y
- Z

## S
- Haut – A
- B
- C
- D
- E
- F
- G
- H
- I
- J
- K
- L
- M
- N
- O
- P
- Q
- R
- S
- T
- U
- V
- W
- X
- Y
- Z

- Saint-Aubin-Château-Neuf
  - 2006 : Austerlitz, la victoire en marchant de Vincent Sacripanti

- Saint-Fargeau
  - 1929 : Le capitaine Fracasse d'Alberto Cavalcanti
  - 1977 : Au plaisir de Dieu série télévisée de Robert Mazoyer[10]
  - 1999 : série TV Une femme d'honneur, épisode numéro 13, Son et lumière de David Delrieux

- Saint-Moré
  - 1976 : L'Aile ou la Cuisse de Claude Zidi[11]

- Saint-Sauveur-en-Puisaye
  - 2004 : La Case de l'oncle Doc : épisode 'J'appartiens à un pays que j'ai quitté' téléfilm de Jacques Tréfouël

- Sens
  - 1969 : Série TV Les cavaliers de la route, épisode La noce tragique

## T
- Haut – A
- B
- C
- D
- E
- F
- G
- H
- I
- J
- K
- L
- M
- N
- O
- P
- Q
- R
- S
- T
- U
- V
- W
- X
- Y
- Z

- Tanlay

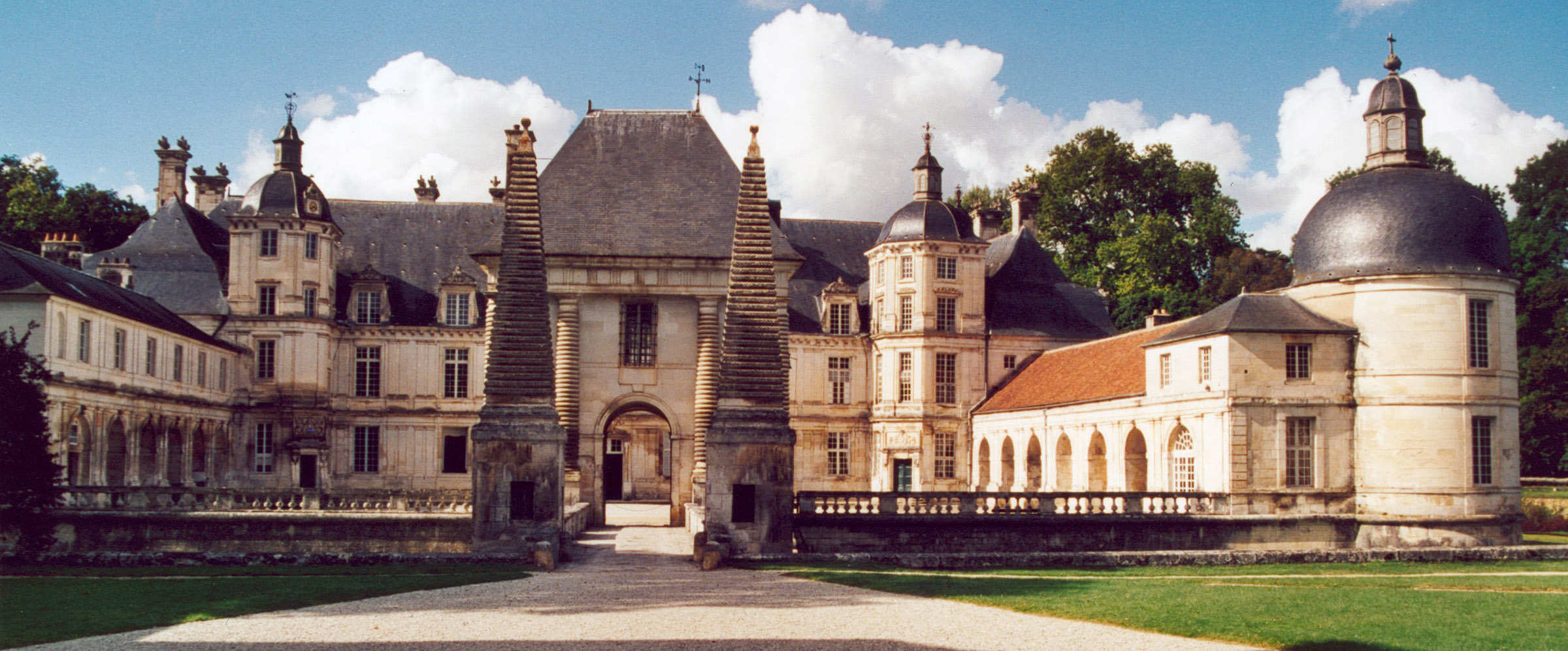
château de Tanlay

Chantier médiéval de Guédelon

  - 1964 : Angélique, marquise des anges de Bernard Borderie (Tourné au château de Tanlay)
  - 1970 : Ces beaux messieurs de Bois-Doré téléfilm de Bernard Borderie (Tourné au château de Tanlay)
  - 1977 : Le Point de mire de Jean-Claude Tramont
  - 1987 : série TV Traquenards – la Cage de Fer  de Jean-Claude Charnay  (FR3)
  - 2004 : Julie, chevalier de Maupin de Charlotte Brandström[8]
  - 2010 : La Marquise des ombres téléfilm d'Édouard Niermans (Château de Tanlay)
  - 2013 : Nicolas Le Floch, épisode Le Crime de l’hôtel Saint-Florentin série télévisée de Jean-François Parot

- Tonnerre,
  - 2013 : Tonnerre de Guillaume Brac[4]

- Treigny,
  - 1977 : Au plaisir de Dieu série télévisée de Robert Mazoyer[10]
  - 2009 : série télévisée La Commanderie de Didier Le Pêcheur[12]

## U
- Haut – A
- B
- C
- D
- E
- F
- G
- H
- I
- J
- K
- L
- M
- N
- O
- P
- Q
- R
- S
- T
- U
- V
- W
- X
- Y
- Z

## V
- Haut – A
- B
- C
- D
- E
- F
- G
- H
- I
- J
- K
- L
- M
- N
- O
- P
- Q
- R
- S
- T
- U
- V
- W
- X
- Y
- Z

- Vault-de-Lugny
  - 2004 : Comme une image de Agnès Jaoui

- Vézelay
  - 1963 : Merci Natercia de Pierre Kast
  - 1966 : La Grande Vadrouille de Gérard Oury
  - 1969 : Mon oncle Benjamin d'Édouard Molinaro[13],[2]